# Babakan Baru
Babakan Baru is een bestuurslaag in het regentschap Rejang Lebong van de provincie Bengkulu, Indonesië. Babakan Baru telt 1601 inwoners (volkstelling 2010).